# والپارایسو
والپارایسو یا بالپارایسو (به اسپانیایی: Valparaíso)‏ (تلفظ اسپانیایی: [balpaɾaˈiso]) سومین شهر بزرگ شیلی و یکی از مهم‌ترین شهرهای بندری آن است. اگرچه سانتیاگو پایتخت رسمی شیلی است، ولی کنگرهٔ ملی شیلی در سال ۱۹۹۰ در والپارایسو تأسیس شد.
این شهر دارای معماری خاص و منحصر به فردی است که در سال ۲۰۰۳ به عنوان میراث جهانی توسط یونسکو شناخته شده است. خیابان‌های والپارایسو پر از پله‌ها و بلوک‌های بلند برای نقل و انتقال مردم و بارهای آن‌ها در بنادر است. همچنین، شهر دارای بناهای تاریخی و فرهنگی متعددی است که به بازدیدکنندگان جذابیت می‌بخشد.
والپارایسو دارای اهمیت فرهنگی و هنری بالایی است و محل بسیاری از مراکز هنری، شهرک‌های هنری و گالری‌های هنری همچون گالری  و  در شیلی است. همچنین، در این شهر دانشگاه‌های معتبری مانند دانشگاه کاتولیک و شیلی و دانشگاه فدرال والپارایسو وجود دارد.
با وجود اینکه والپارایسو شهری دریایی است، اما به علت واقع شدن در منطقه‌ای کوهستانی، دارای آب و هوای معتدلی است. در طول سال دمای شهر تقریباً ثابت است و در تابستان حدود ۲۰-۲۵ درجه سلسیوس و در زمستان حدود ۱۰-۱۵ درجه سلسیوس است.

## شهرهای خواهرخوانده
| - مرسین، ترکیه - کوردوبا، آرژانتین - ابیدو، اسپانیا - سبو، فیلیپین - ملاکا، مالزی - بوسان، کرهٔ جنوبی (۱۹۹۹) - گوانگیانگ، کرهٔ جنوبی (۲۰۱۰) - لانگ بیچ، ایالات متحده | - شانگهای، چین - بت یام، اسرائیل - نووراسییسک، روسیه - بارسلون، اسپانیا (۲۰۰۱) - سالوادور، برزیل - جنوا ایتالیا |

## نگارخانه

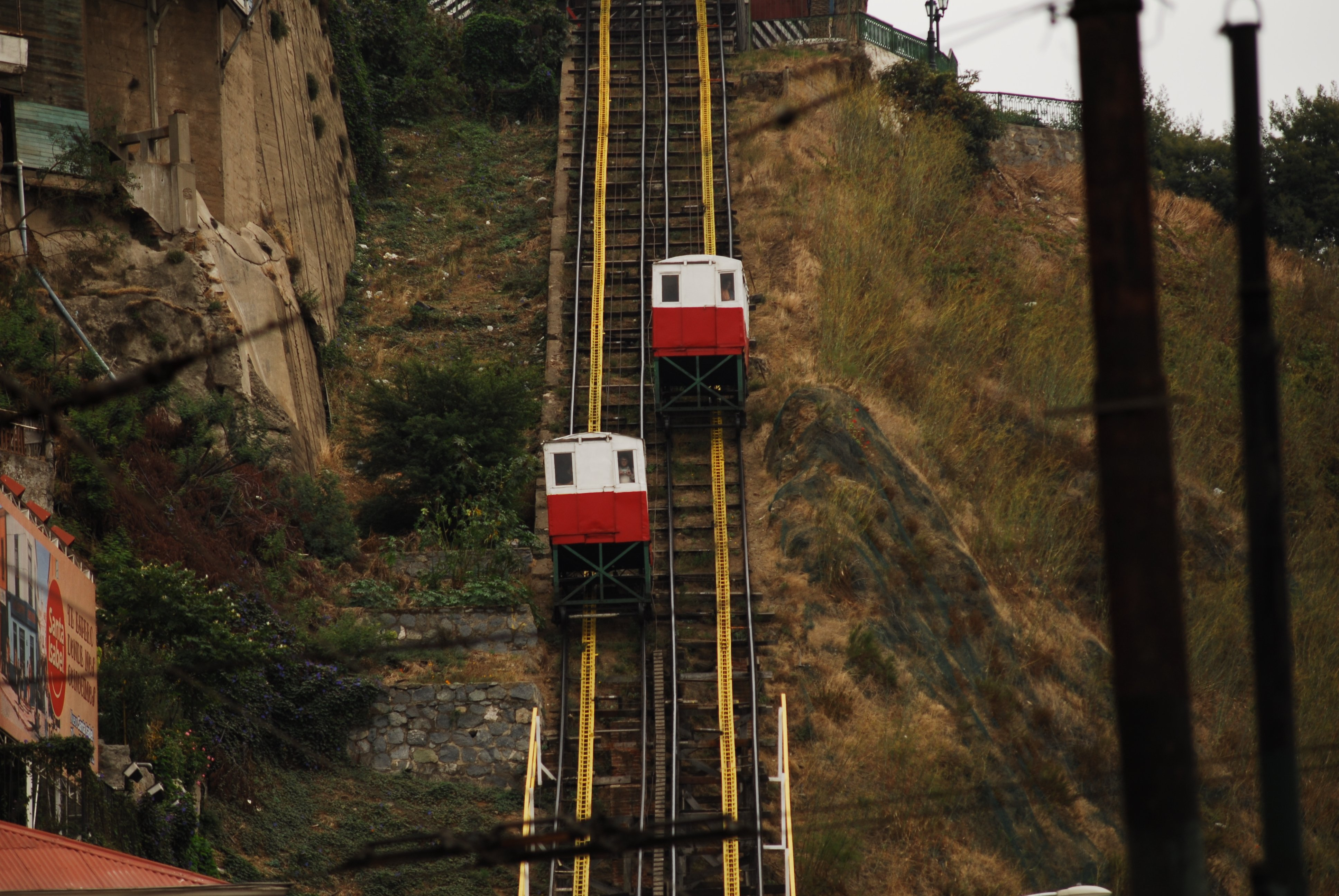
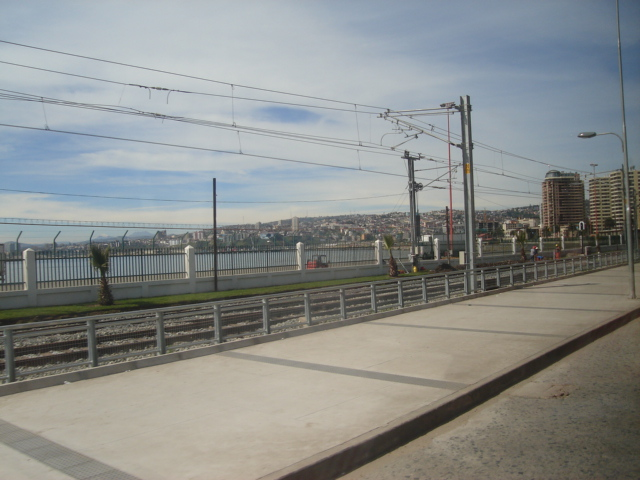
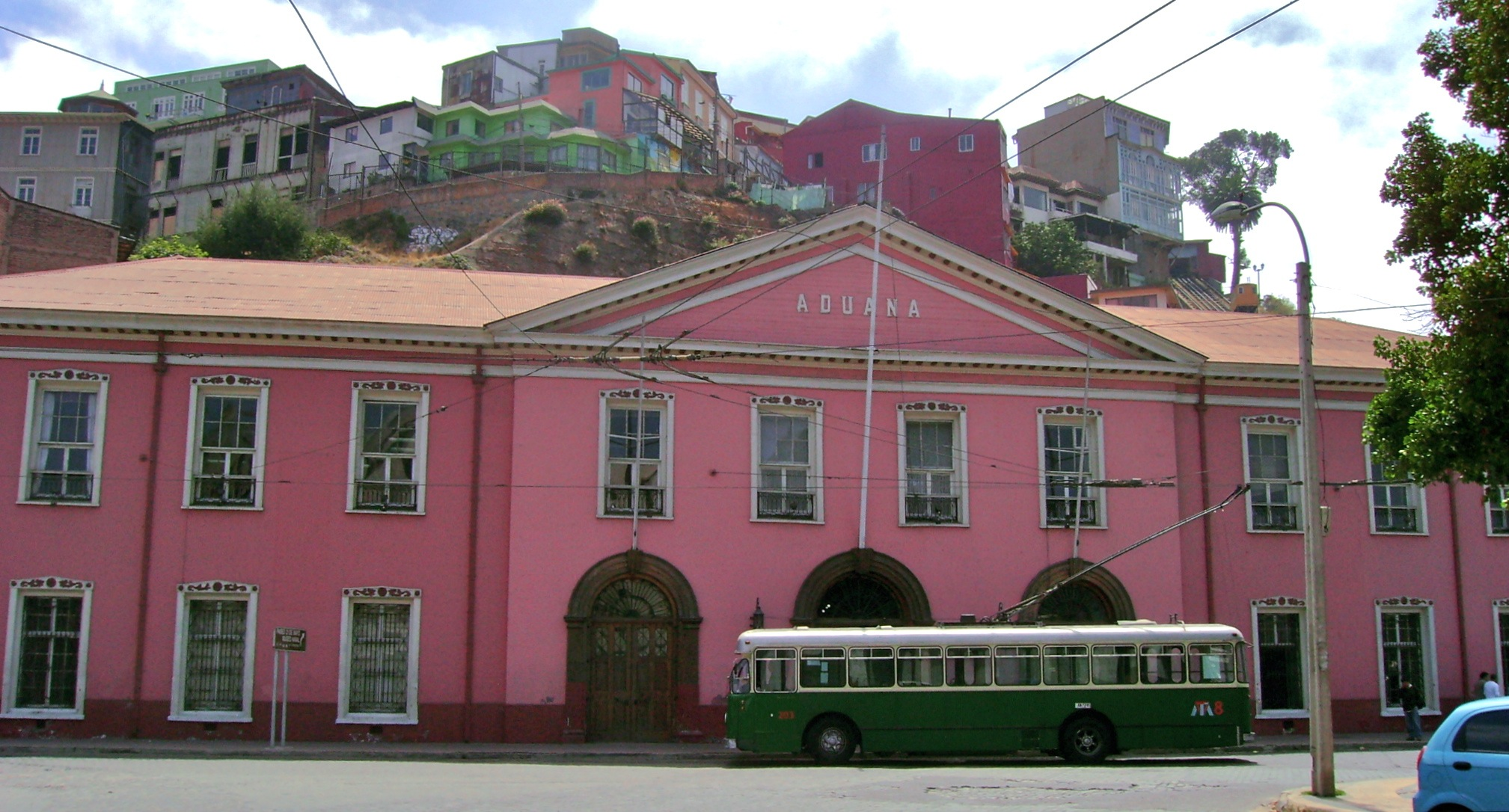
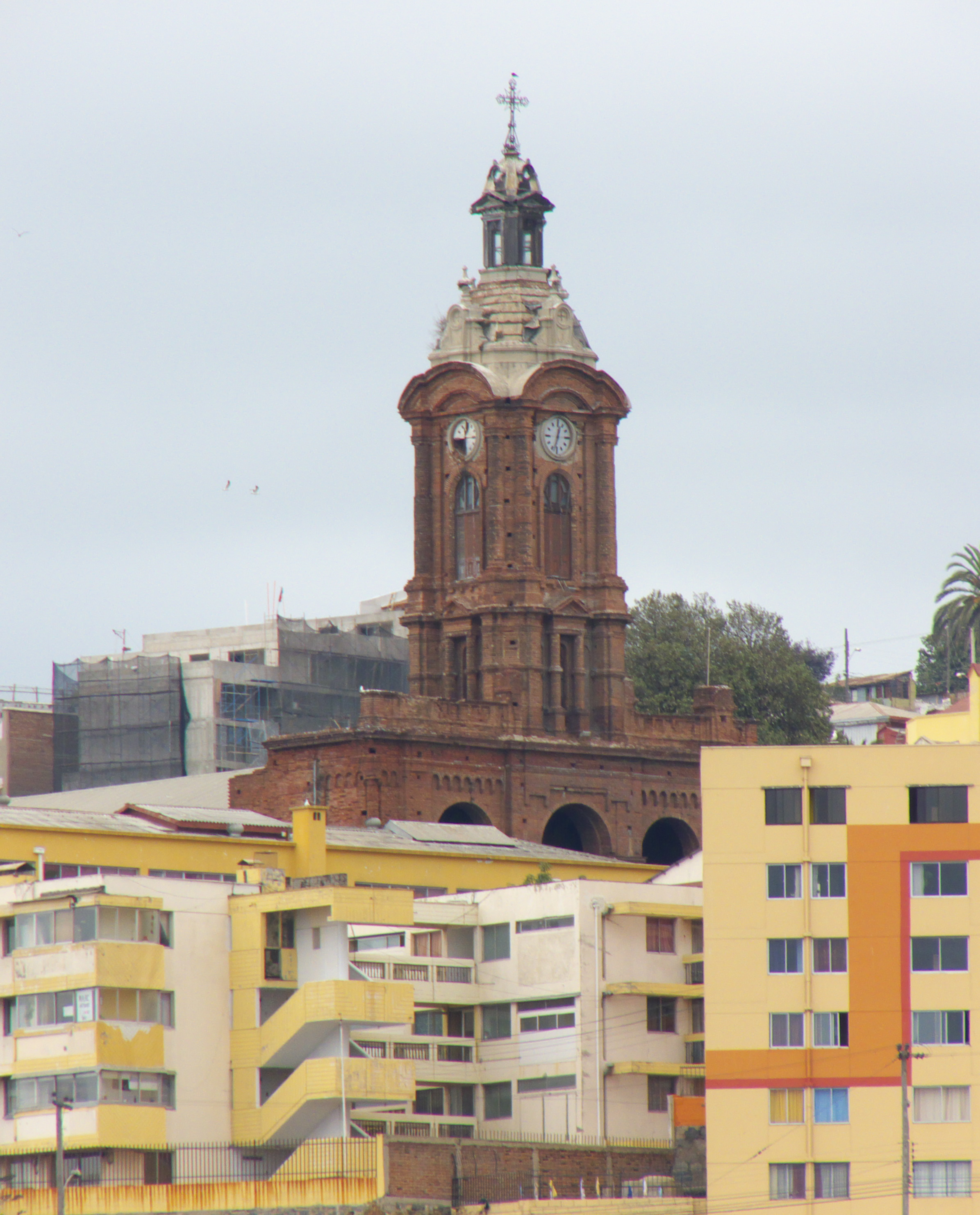
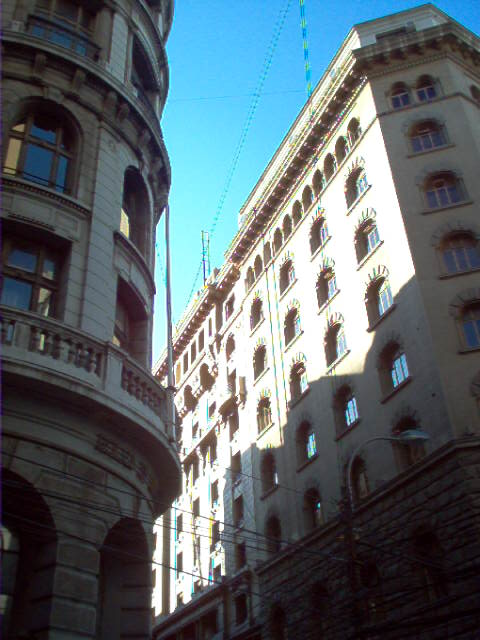
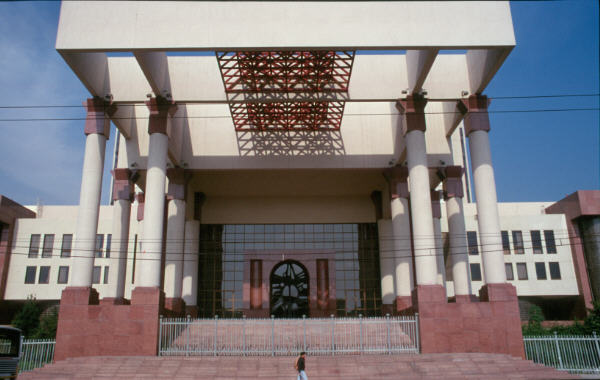
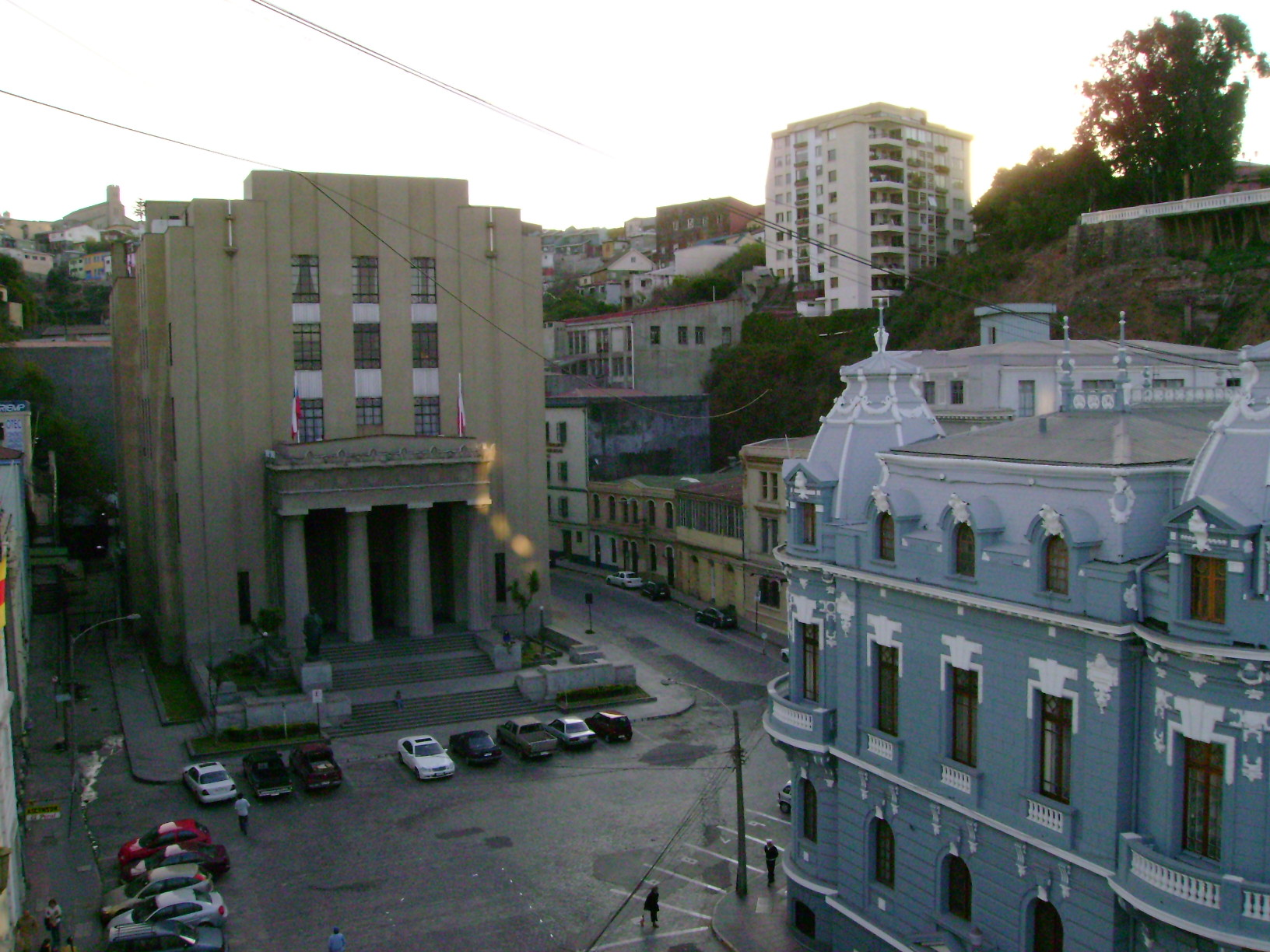
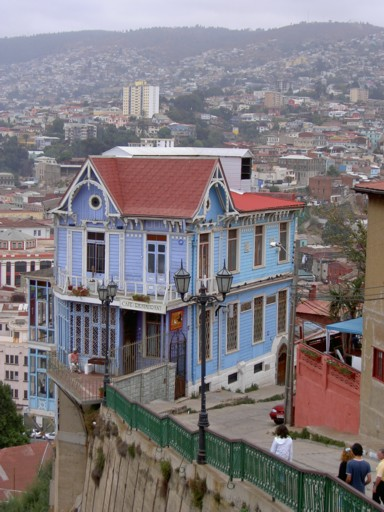
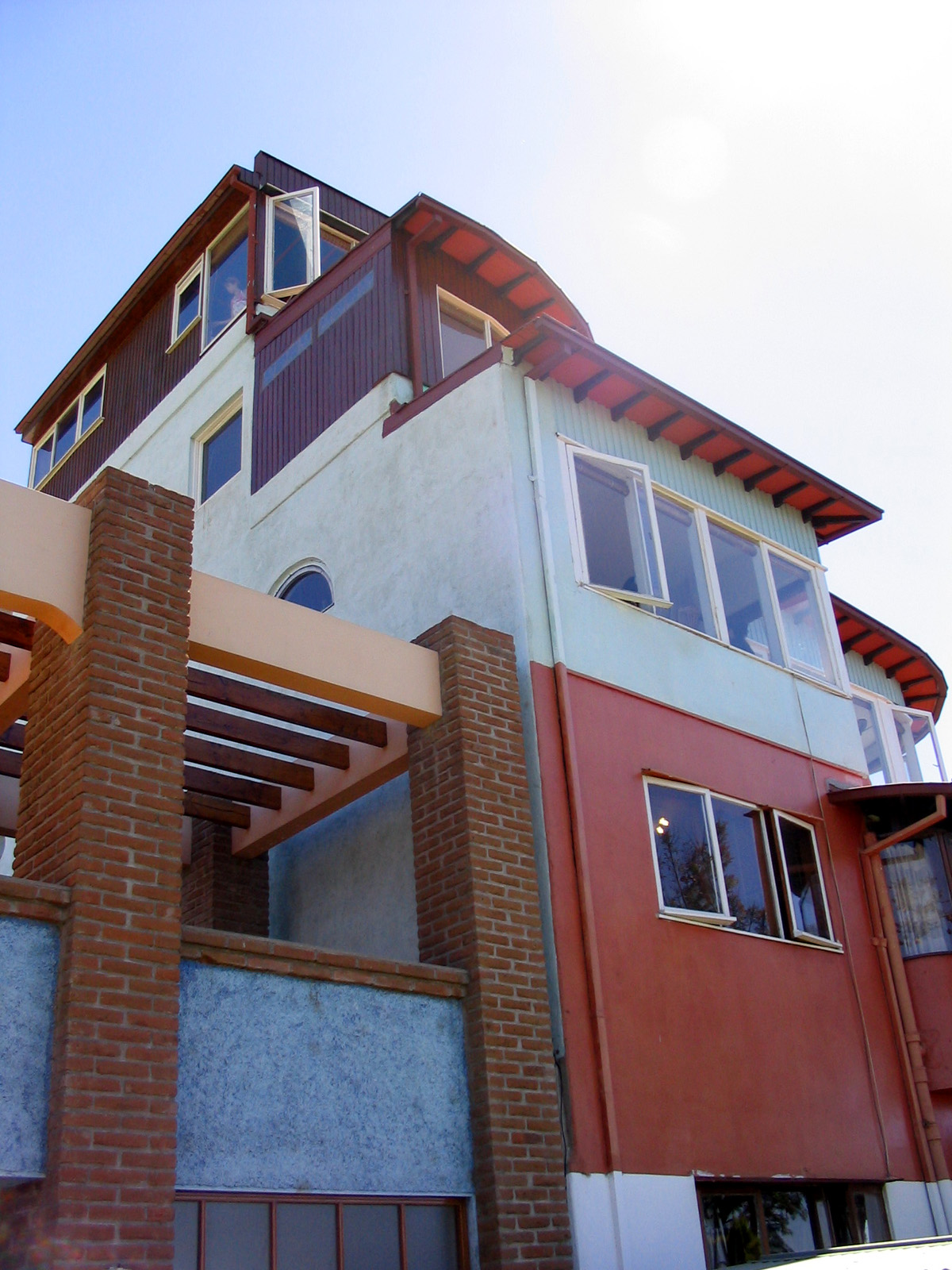
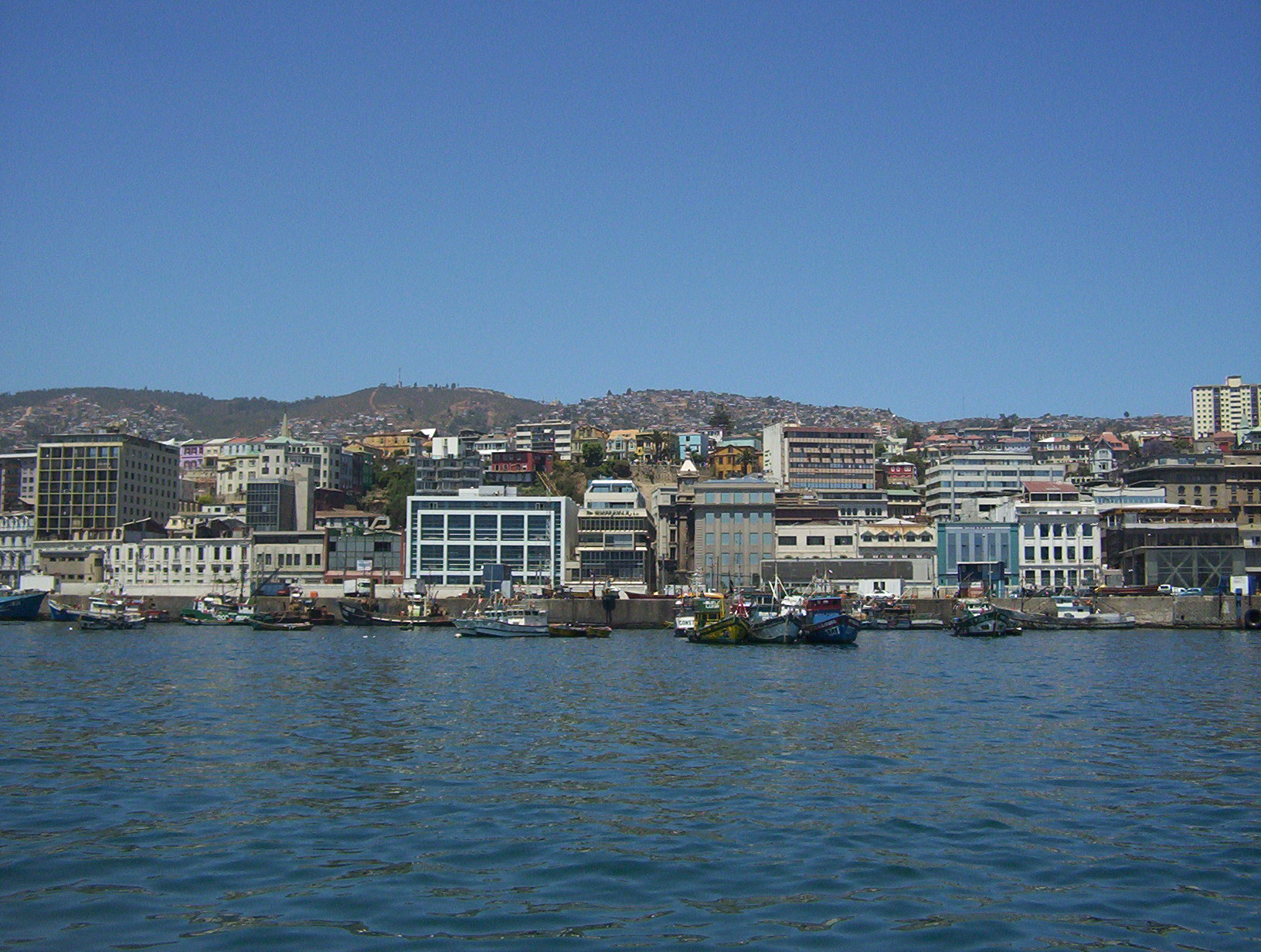
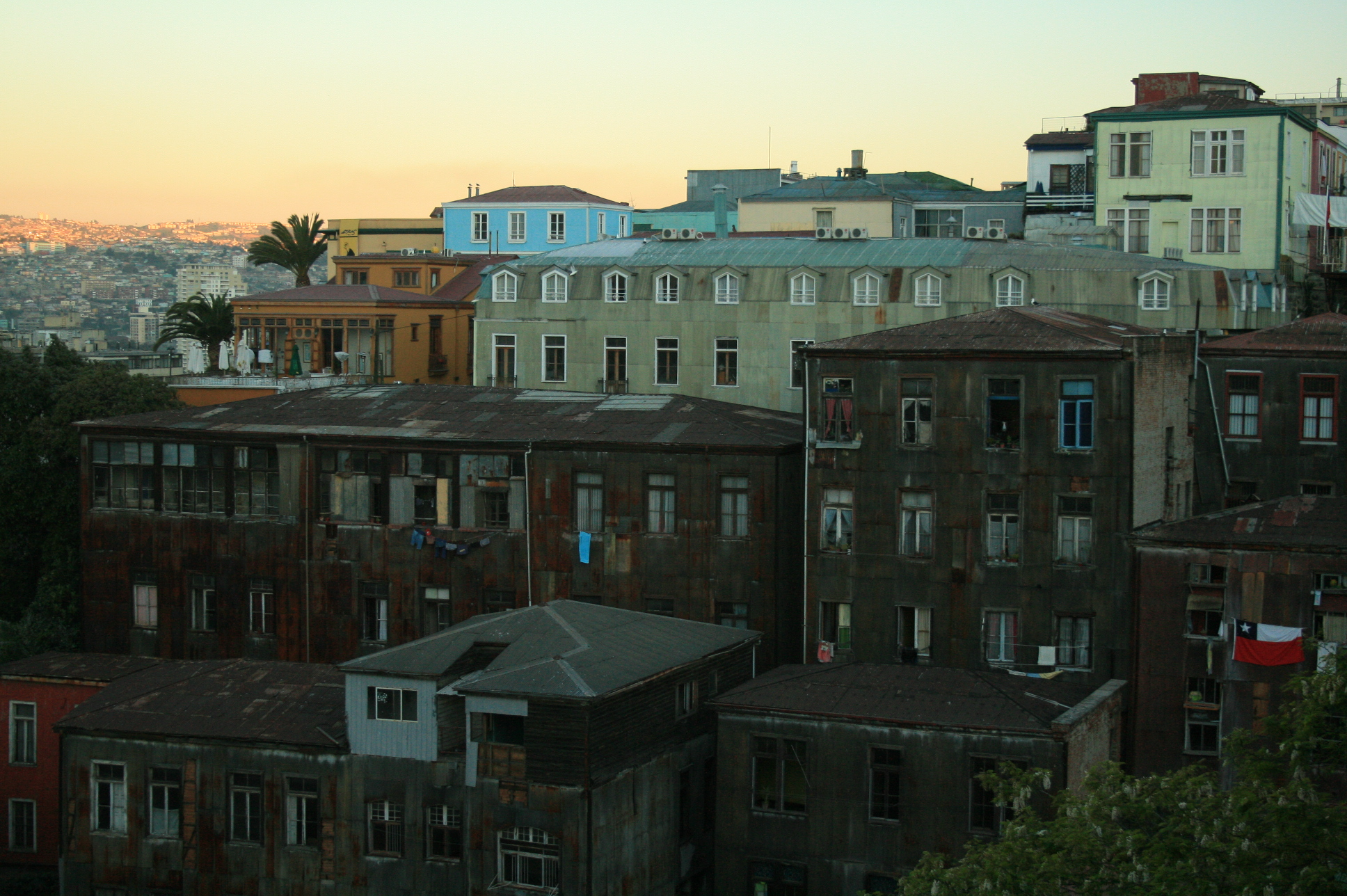
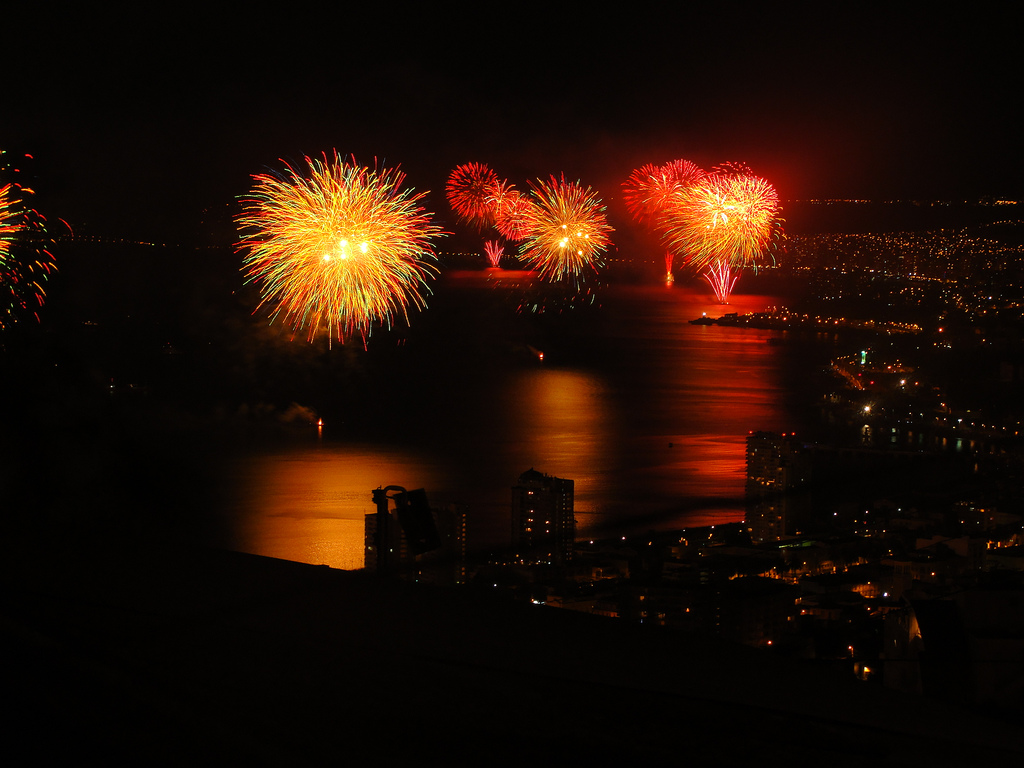

## تقسیمات
